# Christian Spannagel

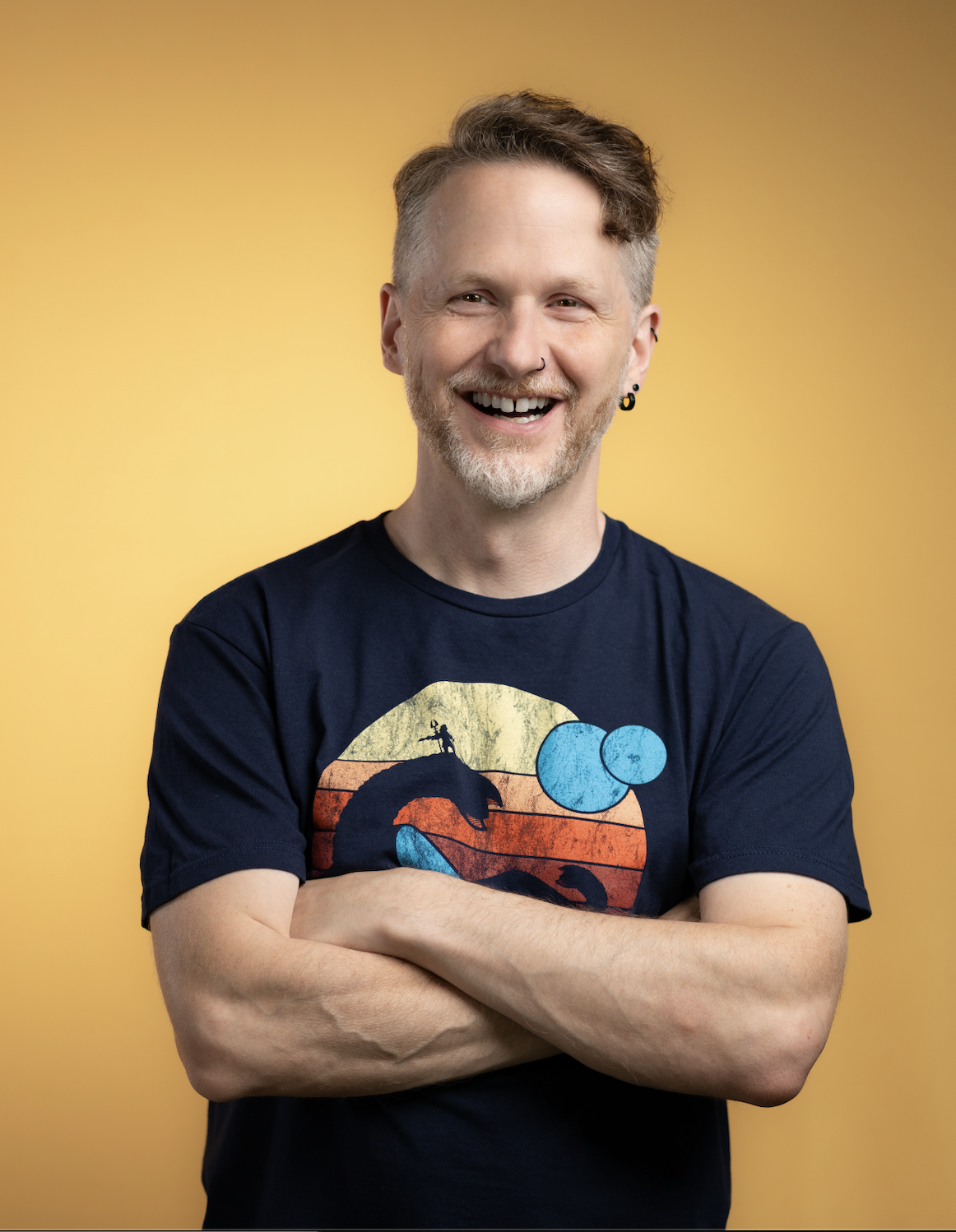
Christian Spannagel (2025)

Christian Spannagel (* 10. November 1976 in Rüsselsheim am Main) ist ein deutscher Informatiker und Professor für Mathematik und Mathematikdidaktik an der Pädagogischen Hochschule Heidelberg.

## Leben
Christian Spannagel studierte von 1997 bis 2003 an der Technischen Universität Darmstadt Informatik mit den Schwerpunkten graphische Datenverarbeitung, Programmverifikation, Kryptographie und Rechnerarchitektur sowie im Nebenfach Psychologie mit dem Schwerpunkt kognitive Psychologie. Das Thema seiner Diplomarbeit lautete: „Qualitative und quantitative Analyse von Interaktionsaufzeichnungen“. Seinen Abschluss als Diplom-Informatiker bestand er mit Auszeichnung.
Von 2003 bis 2006 war er als Wissenschaftlicher Mitarbeiter im Arbeitsfeld Theoriegeleitete Entwicklung multimedialer Lernsoftware für den fächerübergreifenden Unterricht am Forschungs- und Nachwuchskolleg „Fachintegratives Lernen mit digitalen Medien“ an der Pädagogischen Hochschule Ludwigsburg tätig. 2006 wurde Christian Spannagel an der Fakultät für Kultur- und Naturwissenschaften der Pädagogischen Hochschule Ludwigsburg mit seiner Arbeit „Benutzungsprozesse beim Lernen und Lehren mit Computern“ zum Dr. paed. promoviert. Von 2006 bis 2009 war er am Institut für Mathematik und Informatik der Pädagogischen Hochschule Ludwigsburg beschäftigt.
Es folgte zwischen 2009 und 2010 eine Professurvertretung an der Pädagogischen Hochschule Heidelberg im Bereich Mathematikdidaktik. Seit 2010 ist Christian Spannagel Professor für Mathematik mit den Schwerpunkten Informatik und Implementierung neuer Medien an der Pädagogischen Hochschule Heidelberg. Von 2014 bis 2017 war er Sprecher eines vom Stuttgarter Wissenschaftsministerium finanzierten Promotionskollegs, das die Lehrerfortbildung in Baden-Württemberg erforschte.
Ferner ist Spannagel Direktor des Rechenzentrums der Pädagogischen Hochschule Heidelberg. Von 2016 bis 2022 war er zudem zunächst Prorektor für Forschung, Medien und IT, dann Prorektor für Forschung, Transfer und Digitalisierung der Hochschule.
Spannagel ist Anhänger der Gothic-Kultur.

## Arbeitsschwerpunkte
Seine Arbeitsgebiete umfassen neben Mathematik- und Informatikdidaktik auch das computerunterstützte Lernen und Lehren. Darunter nehmen das Lernen und Lehren mit digitalen Medien an der Hochschule und in der Schule, insbesondere die Methode Flipped Classroom und der Einsatz Künstlicher Intelligenz, sowie öffentliche Wissenschaft einen erkennbar hohen Stellenwert ein. Öffentliche Wissenschaft bedeutet in diesem Zusammenhang, dass nicht nur „Wissenschaftsprodukte“ veröffentlicht werden, sondern bereits im Prozess wissenschaftlicher Wissensproduktion erste Konzepte, Ideen etc. online gestellt und diskutiert werden können. Umgesetzt wird dieser Ansatz beispielsweise für Teilnehmer des Massive Open Online Course „Mathematische Denk- und Arbeitsweisen in Geometrie und Arithmetik“, mit dessen Konzept Spannagel 2013 Preisträger des Förderwettbewerbs „MOOC Production Fellowship: Lehren und Lernen im Web“ vom Stifterverband und iversity wurde. Auch darüber hinaus bemüht sich Spannagel um transparente und öffentlichkeitswirksame Forschung und Lehre, indem er beispielsweise seine Vorlesungen auf Twitch streamt und auf YouTube veröffentlicht sowie auf Instagram und TikTok aktiv ist.

## Preise
- 2008: Lehrpreis der Pädagogischen Hochschule Ludwigsburg für das Veranstaltungskonzept „Web-2.0-Anwendungen in der Lehre“.
- 2008: Lehrpreis des Landes Baden-Württemberg für das Veranstaltungskonzept „Web-2.0-Anwendungen in der Lehre“.[11]
- 2008: „Best Paper Award“ der DeLFI-Tagung 2008 für den Artikel „GUI-Adaptation in Lernkontexten“ (gemeinsam mit Ulrik Schroeder)
- 2012: Lehrpreis des Landes Baden-Württemberg (gemeinsam mit Michael Gieding und Andreas Schnirch) für „Aktivierende Methoden in der Mathematiklehre“[11]

## Schriften (Auswahl)
- Benutzungsprozesse beim Lernen und Lehren mit Computern (= Texte zur interdisziplinären Forschung und Lehre. Band 1). Franzbecker, Hildesheim/Berlin 2007, ISBN 978-3-88120-443-9 (Dissertation, Pädagogische Hochschule Ludwigsburg 2006).
- mit M. Zimmermann, C. Bescherer (Hrsg.): Mathematik lehren in der Hochschule. Didaktische Innovationen für Vorkurse, Übungen und Vorlesungen. Franzbecker, Hildesheim/Berlin 2012, ISBN 978-3-88120-525-2.
- mit L. Berger, J. Grzega (Hrsg.): Lernen durch Lehren im Fokus. Berichte von LdL-Einsteigern und LdL-Experten. epubli, Berlin 2011, ISBN 978-3-7375-7860-8.
- mit A. Zendler: Empirical Foundation of Central Concepts for Computer Science Education. In: Journal of Educational Resources in Computing, Nr. 8 (2), 2008, Art. No. 6.
- mit O. Tacke: Lebenslanges Lernen und öffentliche Wissenschaft im Web 2.0. In: Hessische Blätter für Volksbildung, Nr. 2012 (4), S. 335–343.
- Zehn Irrtümer zum Einsatz digitaler Medien in der Schule. In: LOG IN(181), S. 34–39.
- mit J. Werner, C. Ebel, S. Bayer (Hrsg.): Flipped Classroom – Zeit für deinen Unterricht. Verlag Bertelsmann Stiftung, Gütersloh 2018, ISBN 978-3-86793-790-0.
- mit I. Czolbe, T. Petersen, M. Wetterauer (Hrsg.): Transfer von Bildungskonzepten im regionalen Kontext. Beltz Juventa, Weinheim Basel 2023, ISBN 978-3-7799-7290-7.
- Inverted Classroom und Künstliche Intelligenz. Neue Perspektiven für eine moderne Hochschullehre. In: Lehre. Lernen. Digital., 4(2), 2023, S. 12–19.